# 焚书 (李贽)
《焚书》（意为不容于世，早晚必将付之一炬）是李贽最为著名且争议最大的一部书，是他反封建思想、政治、哲学、社会思想及耿介性格的集中体现。近来，更被评论界誉为“影响中国的百部书籍”之一。全书卷一、卷二为书答，卷三、卷四为杂述，卷五为读史，卷六为诗文。
万历十六年（1588年），62岁的李贽迁至龙潭湖芝佛上院，开始编辑此书。1590年在麻城刻印出版，大同巡抚梅国桢为之作序。梅国桢序：“宏甫快口直肠，目空一世，愤激过甚，不顾人有忤者；然犹虑人必忤，而托言于焚，亦可悲矣！”，但亦赞曰：“断管残沈，等于吉光片羽。”、“今焚后而宏甫之传乃愈广。然则此书之焚，其布之有火浣哉！”
李贽自知此书必遭非议，故在自序中就坦言：“……所言颇切近世学者膏肓，既中其痼疾，则必欲杀之，言当焚而弃之……欲焚者，谓其逆人之耳也。”在給焦竑的《答焦漪园》中说：“《李氏焚书》，大抵多因缘语，忿激语，不比寻常套语”。
万历四十六年（1618年），门人汪本轲辑录李贽遗文编成《续焚书》五卷。分《书汇》、《序汇》、《读史汇》、《杂著汇》、《诗汇》。其中《题孔子像于芝佛院》最为脍炙人口。

## 主旨
李贽反对迷信、反对盲从、反对对孔子的偶像崇拜。他在《答耿中丞》中说：“夫天生一人自有一人之用，不待取给于孔子而后足也。若必待取足于孔子，则千古以前无孔子，终不得为人乎？”、“夫孔子未尝教人之学孔子，而学孔子者务舍己而必以孔子为学，虽公亦必以为真可笑矣。”
李贽強調尊重個性，要“合乎民情之所欲”。他認為“夫人之與已不相若也。有諸己矣，而望人之同有；無諸已矣，而望人之同無……于是有條教之繁，有刑法之施，而民日以多事矣。”所以他主張“因其政，不易其俗；順其性，不拂其能。”他還说：“不必矫情，不必违性，不必昧心，不必抑志。直心而动，是为真佛。”
李贽更揭露和批判“假道学”。他认为道学家崇尚的所谓“经典”，是骗人的，“道学之口实，假人之渊藐”，并讽刺道学家“依仿陈言，规迹往事”，“瞻前虑后，左顾右盼”，这些人平日只会“打恭作揖，终日匡坐，同于泥塑”，一旦社会有变，“则面面相觑，绝无人色”。他批判道学家“存天理，灭人欲”的虚假说教，认为“穿衣吃饭，即是人伦物理”，伦理表现在日常生活之中，而不在日常生活之外。他主张“穿衣吃饭即是人伦物理”，重视物质，赞同“泰州学派”的观点。他更斥责道学家是“阳为道学，阴为富贵，被服儒雅，行若狗彘”的衣冠禽兽，是“口谈道德而心存高官，志在巨富”的两面派、伪君子。
李贄在文論方面，有《童心說》、《雜說》、《忠義水滸傳序》等，最重要有主张“童心说”。“童心者，真心也”。“天下之至文，未有不出于童心焉者”。

## 影响
《焚书》的问世，直接把矛头指向了孔子，向几千年的神圣权威发起了挑战，猛烈抨击了宋明程朱理学，即刻引起当权道学家们的攻击，首当其冲者即是理学家、曾任都察院左副都御史、刑部左侍郎、户部尚书的耿定向。耿立即写了《求儆书》，指责李贽的“异端”思想，称李贽使“后学承风步影，毒流万世之下”，把他和李贽的论战形容为“为天下人争所以异于禽兽者几杀界限耳”。接着耿的门徒、礼部右侍郎蔡弘甫抛出《焚书辩》，对李贽进行诽谤和诬隐。但正如梅国桢所言，争辩的结果，反倒益增李贽的声誉。
民间士人欢欣鼓舞，朱國楨《涌幢小品》提到“今日士風猖狂，实开于此。全不读‘四书’本经，而李氏《藏书》、《焚书》，人夹一册，以为奇货。”

## 禁毁
万历三十年(1602年)闰二月乙卯，东林党人、礼部给事中张问达上疏弹劾李贽，必欲将李贽置于死地而后快。《焚书》第一次遭禁毁：“其书籍已刊未刊者，令所在官司尽搜烧毁，不许存留。”至清朝乾隆时，李贽的著作仍列入禁书目录。但，禁毁自禁毁，民间自流行。顾亭林《日知录》记载：“虽奉严旨，而其书行于人间自若也……士大夫多喜其书，往往收藏，至今未灭。”